# 諏訪神社 (さいたま市岩槻区諏訪)

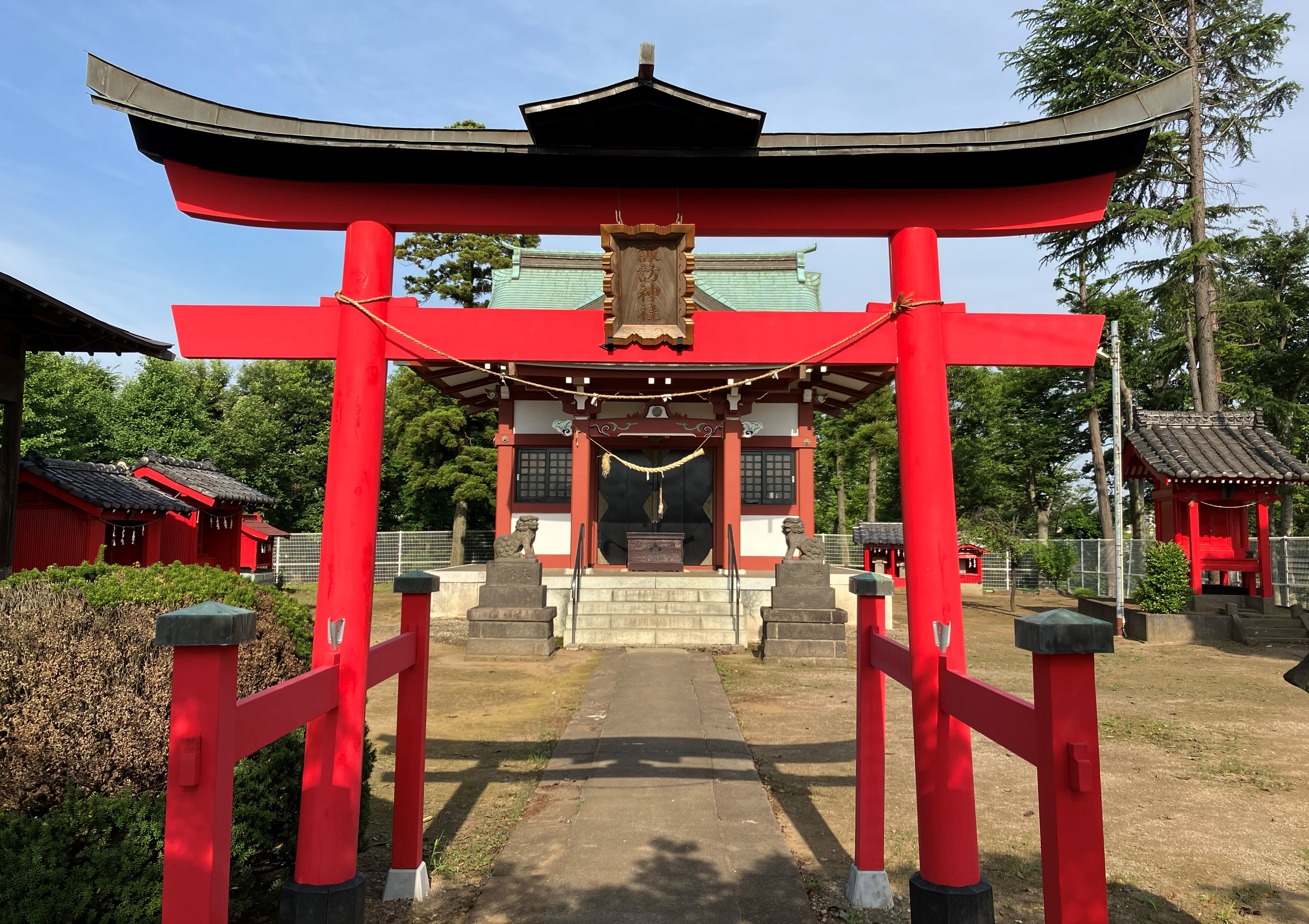
鳥居

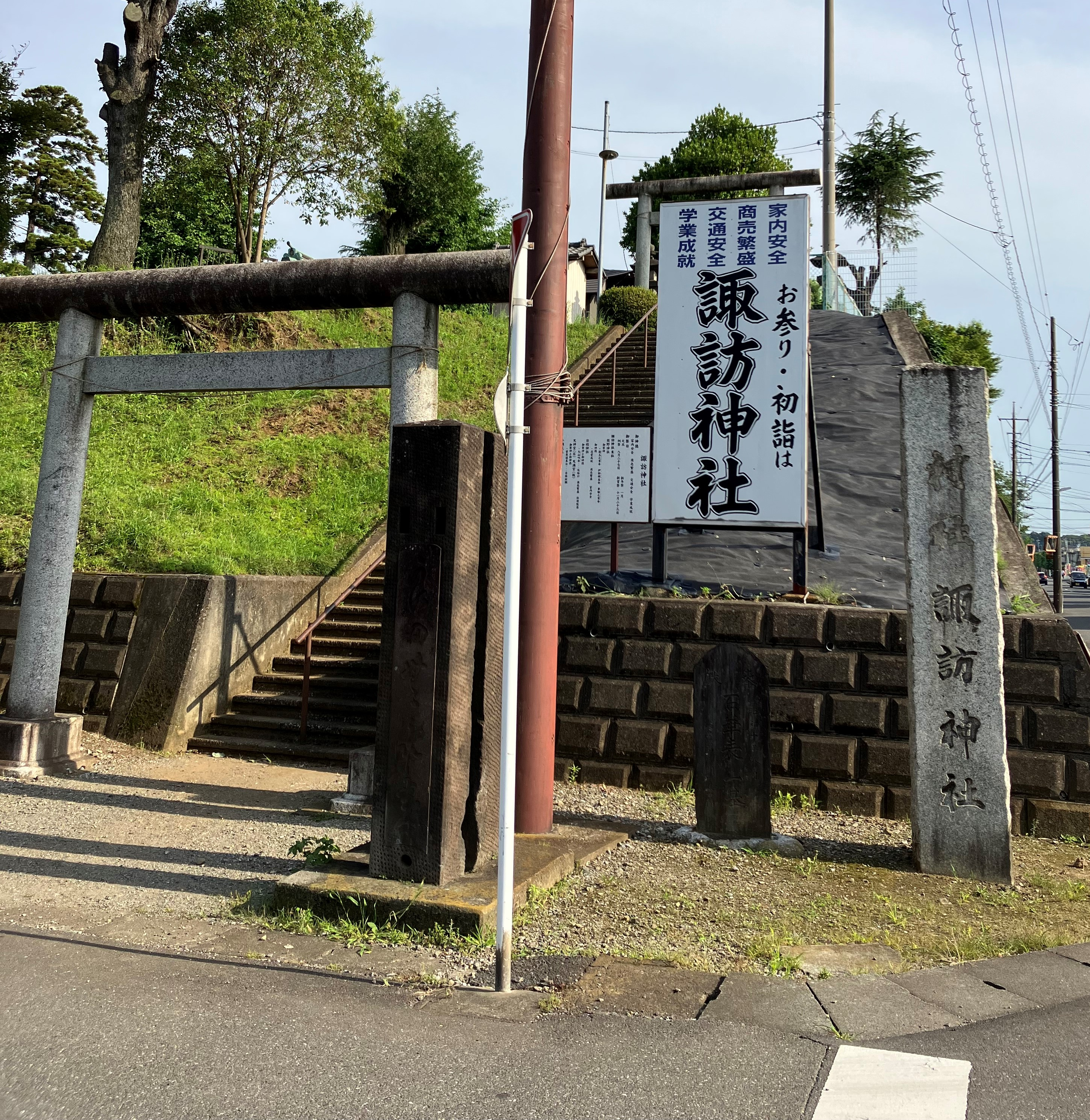
下から

諏訪神社（すわじんじゃ）は、埼玉県さいたま市岩槻区の神社。

## 歴史
創建年代は不明である。ただ江戸時代後期の地誌『新編武蔵風土記稿』には掲載されていることから、少なくとも江戸時代後期には既に存在していたものと推測される。同市同区の慈恩寺が別当寺であった。
1873年（明治6年）、近代社格制度に基づく「村社」に列せられた。慈恩寺とは神仏分離で切り離されたが、1877年（明治10年）の社殿再築の際には、建築費用の支援があるなど、関係は続いていたという。
1972年（昭和47年）の火災で焼失したが、2年後の1974年（昭和49年）に再建された。

## 交通アクセス
- 東岩槻駅より徒歩16分。